# صندوق رازر
صندوق رازر (بالإنجليزية: FundRazr)‏ هو عبارة عن منصة جمع تبرعات عبر الإنترنت تم إصدارها في عام 2008، تعمل دوليًا في أكثر من 35 مقاطعة مع أكبر الأسواق في الولايات المتحدة وكندا والمملكة المتحدة وأستراليا. يسمح للمستخدمين بتشغيل مجموعة واسعة من حملات التبرع من خلال إنشاء صفحات ومشاركتها عبر وسائل التواصل الاجتماعي وتطبيقات المراسلة والبريد الإلكتروني لجمع الأموال لأكثر من 100 نوع من الأسباب مثل الرعاية الطبية غير الربحية، والتعليم، ومساعدة المجتمع، والتقليل من حدة الفقر، والفنون، والنصب التذكارية، وإنقاذ الحيوانات. تعمل المنصة أيضًا مع أكثر من 4000 منظمة غير ربحية وجمعيات خيرية ومؤسسات اجتماعية مع مجموعة أدوات متطورة لجمع التبرعات مجانًا.

## التاريخ
تأسست المنصة في عام 2008 من قبل داريل هاتون، يقع المكتب الرئيسي للمنصة في  فانكوفر، كولومبيا البريطانية، كندا، كانت في البداية عبارة عن تطبيق فيسبوك يسمح للمستخدمين بتمويل الأموال عبر موقع فيسبوك. وقد تطورت منذ ذلك الحين إلى مجموعة أدوات كاملة لجمع التبرعات عبر الإنترنت، وتعتبر أول منصة تبرعات توفر نموذج دفع مجتمعي تعاوني.

## نموذج العمل
يستخدم الموقع نموذج التبرع / الامتيازات للتمويل الجماعي المتاح للمؤسسات والجمعيات الخيرية والأسباب الشخصية مع خيارات للتسعير:
- مجاني (0٪ رسوم النظام الأساسي)
- قياسي (5٪ للوظائف المتقدمة)
- المحترف (نماذج استرداد الرسوم).[11]

لا يتم فرض رسوم إذا لم يتم جمع الأموال، يسمح الموقع للمستخدمين بإنشاء صفحة خاصة لحملتهم، يمكن بعد ذلك مشاركة الصفحة عبر وسائل التواصل الاجتماعي، أو البريد الإلكتروني، أو تضمينها في موقع ويب تابع لجهة خارجية لطلب التبرعات من المؤيدين، يساهم المؤيدون في قضية ما من خلال التعليقات والمشاركات والإعجابات والتبرعات، والتي تظهر جميعها على صفحة الصندوق على الفيسبوك. ايضاً المنصة لها شراكة مع باي بال والتي تسمح للمستخدمين بإيداع الأموال وسحبها.

## روابط خارجية
- الموقع الرسمي